# Lene Børglum
Lene Børglum (født d. 21. august 1961) er en dansk filmproducer.

## Karriere
Børglum var en af stifterne og medejerne af produktionsselskabet Zentropa. Fra 1992 til 2007 spillede Børglum en afgørende rolle i forhold til Zentropas udvikling til at blive et af Europas største uafhængige produktionsselskaber. I Zentropa håndterede Børglum international finansiering på en lang række produktioner, herunder Lars von Triers kritikerroste og prisvindende tv-serie Riget  (1994, 1996) samt filmene Breaking the Waves (1996), Idioterne (1998), Dancer in the Dark (2000). Dertil var Børglum executive producer på Triers film Dogville (2003), Manderlay (2005) og Direktøren for det hele (2006).
Efter Børglum forlod Zentropa i 2007, har hun været executive producer på den svenske instruktør Lukas Moodyssons første engelsksprogede film Mammoth (2009) og Nicolas Winding Refns film Valhalla Rising (2009). Efter deres succesfulde samarbejde på Valhalla Rising, gik Børglum og Refn sammen om at stifte produktionsselskabet Space Rocket Nation i januar 2008.
I Space Rocket Nation har Børglum produceret Nicolas Winding Refns film Only God Forgives  (2013), der har Ryan Gosling og Kristin Scott Thomas på rollelisten, Liv Corfixen s dokumentarfilm My Life Directed by Nicolas Winding Refn (2014) og Refns seneste film The Neon Demon (2016). Børglum har adskillige internationale film- og tv-projekter i udvikling. Både Only God Forgives og The Neon Demon er blevet udtaget til hovedkonkurrencen om Den Gyldne Palme på Cannes Film Festival i henholdsvis 2013 og 2016.

## Filmografi
- Riget (1994, 1996)
- Breaking the Waves (1996)
- Idioterne (1998)
- Dancer in the Dark (2000)
- Dogville (2003)
- Manderlay (2005)
- Direktøren for det hele (2006)
- Mammut (2009)
- Valhalla Rising (2009)
- Only God Forgives (2013)
- The Neon Demon (2016)

Dokumentarfilm
- My Life Directed by Nicolas Winding Refn (2014)
- Eskimo Diva (2015)